# Thaumatomyrmex
Thaumatomyrmex Mayr, 1887 è un genere di formiche della sottofamiglia Ponerinae.

## Descrizione
Le operaie sono di piccole dimensioni (3,3-5,0 mm) e hanno mandibole a forma di forcone con tre lunghi denti.

## Comportamento
Sono predatori specializzati in millepiedi dell'ordine Polyxenida, gli unici tra le formiche insieme al genere Probolomyrmex. Le operaie utilizzano le loro mandibole per trattenere le prede prima di immobilizzarle pungendole, per poi rimuovere le sete protettive grazie a ciuffi di peli posti nelle zampe. Le operaie foraggiano individualmente nella lettiera.

## Distribuzione
Il genere è strettamente Neotropicale, con un areale che va dal Messico al Brasile, incluse alcune isole dei Caraibi.

## Tassonomia
Il genere è composto da 12 specie.
- Thaumatomyrmex atrox Weber, 1939
- Thaumatomyrmex bariay Fontenla Rizo, 1995
- Thaumatomyrmex cochlearis Creighton, 1928
- Thaumatomyrmex contumax Kempf, 1975
- Thaumatomyrmex ferox Mann, 1922
- Thaumatomyrmex mandibularis Baroni Urbani & De Andrade, 2003
- Thaumatomyrmex manni Weber, 1939
- Thaumatomyrmex mutilatus Mayr, 1887
- Thaumatomyrmex nageli Baroni Urbani & De Andrade, 2003
- Thaumatomyrmex paludis Weber, 1942
- Thaumatomyrmex soesilae Makhan, 2007
- Thaumatomyrmex zeteki Smith, 1944